# Větrov (Petrovice)
Větrov (německy Streckenwald) je osada, základní sídelní jednotka a katastrální území v místní části Krásný Les obce Petrovice. Nachází se v nadmořské výšce od 748 do 753 metrů mezi Adolfovem a Krásným Lesem. Katastrální území se rozkládá na ploše 2,68 km². Páteřní komunikací je silnice třetí třídy III/2487.

## Historie

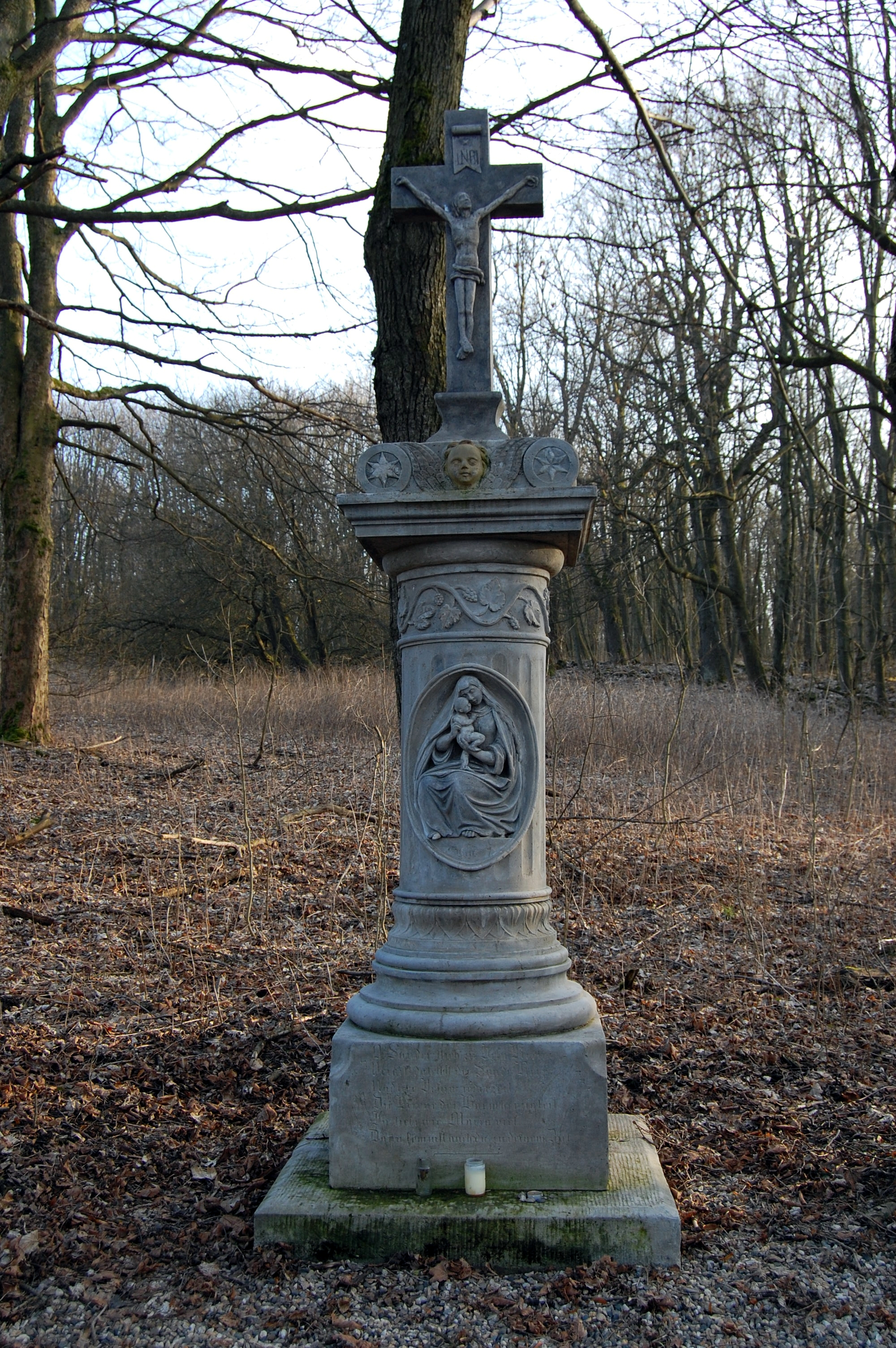
Kříž ve Větrově

Osada je zmiňována od 13. století. V letech 1850 až 1980 byla součástí vsi Krásný Les. Od roku 1980 připadla Petrovicím. V roce 1921 měla 106 domů a 396 stálých obyvatel (385 Němců, 5 Čechů a 6 cizinců).
Církevně spadala do působnosti římskokatolické farnosti Habartice. Již neexistující hřbitov byl založen v roce 1886.

## Obyvatelstvo
Při sčítání lidu v roce 1921 ve vsi žilo 353 obyvatel (z toho 160 mužů), z nichž bylo pět Čechoslováků, 342 Němců a šest cizinců. Kromě šesti evangelíků a jednoho člověka bez vyznání byli římskými katolíky. Podle sčítání lidu z roku 1930 měla vesnice 260 obyvatel: sedm Čechoslováků, 246 Němců a sedm cizinců. Většina (252 osob) se hlásila k římskokatolické církvi, ale kromě nich ve vsi bylo pět evangelíků, jeden člen církve československé a dva lidé bez vyznání.

## Pamětihodnosti
Kapli sv. Antonína Paduánského postavil v letech 1901 až 1902 stavitel A. Grohmann. Aktu posvěcení základního kamene v roce 1901 byl přítomen i korunní princ Max, který pronesl slavnostní řeč.
Pro velkou zchátralost byla kaple kolem roku 1965 zbořena. V jejím interiéru se nacházel oltář sv. Antonína Paduánského a nevelké varhany (dar hraběte Westphalena z Chlumce), v nevelké věži pak zvon z 18. století od Jana Kristiána Schunka.
V lesích za dnešními rekreačními domy (směrem ke Krásnému Lesu) se nachází asi 200 starý kamenný kříž s korpusem, jenž je umístěn na kanelovaném a bohatě zdobeném sloupu s mariánským motivem (velice podobný kříži na Nakléřově). Na kamenném čtyřhranném soklu jsou vyryty velmi dobře čitelné německé nápisy.
Tento kříž byl v roce 2013 zásluhou p. Rosenkranze, potomka původních obyvatel Větrova, restaurován Michaelem Bílkem z Petrovic. Jeho znovupožehnání vykonal 27. června 2013 Michael Philipp Irmer z římskokatolické farnosti Habartice.
Větrovem prochází naučná stezka Zapomenuté pohraničí z Adolfova na Děčínský Sněžník.